# Kris Dunn
Kristofer Michael Dunn (ur. 18 marca 1994 w New London) – amerykański koszykarz, występujący na pozycji rozgrywającego, obecnie zawodnik Utah Jazz.
W 2012 wystąpił w meczu gwiazd amerykańskich szkół średnich - McDonald’s All-American.
22 czerwca 2017 trafił w wyniku wymiany do Chicago Bulls.
28 listopada 2020 został zawodnikiem Atlanty Hawks. 7 sierpnia 2021 został wytransferowany do Boston Celtics. 15 września trafił do Memphis Grizzlies. 16 października 2021 został zwolniony. 14 marca 2022 zawarł 10-dniową umowę z Portland Trail Blazers, a 3 kwietnia zawarł umowę do końca sezonu.
22 lutego 2023 podpisał 10-dniowy kontrakt z Utah Jazz.
18 lipca dołączył do Los Angeles Clippers w wyniku wymiany za Russell’a Westbrook’a.

## Osiągnięcia
Stan na 24 lutego 2023, na podstawie, o ile nie zaznaczono inaczej.
NCAA
- Uczestnik turnieju NCAA (2014–2016)
- Mistrz turnieju konferencji Big East (2014)
- Koszykarz Roku Konferencji Big East (2015, 2016)[13]
- Obrońca roku konferencji Big East (2015, 2016)[14]
- Zaliczony do:
  - I składu:
    - Big East (2015, 2016)
    - turnieju:
      - Big East (2015)
      - Hall of Fame Tip-Off Naismith Bracket (2015)
      - The Wooden Legacy (2016)

  - II składu All-American (2016)
  - Honorable Mention All-American (2015 przez Associated Press)
- Lider konferencji Big East w liczbie i średniej[15]:
  - asyst (2015)
  - przechwytów (2015, 2016)

NBA
- Uczestnik Rising Stars Challenge (2018)